# دوري الجبل الأسود لكرة اليد
دوري الجبل الأسود لكرة اليد (Prva Muška Liga) هو الدوري الرئيسي لكرة اليد للمحترفين في الجبل الأسود. يدار من قبل اتحاد كرة اليد في الجبل الأسود. تأسس في سنة 2006، ويتكون حاليا من قبل 8 فريقا.